# Opéron Trp
 (mai 2025).

Structure de l'opéron trp

L' opéron trp est un groupe de gènes transcrits simultanéments, codant pour les enzymes responsables de la biosynthèse de l'acide aminé tryptophane chez les bactéries. L'opéron trp a été caractérisé pour la première fois chez Escherichia coli et a depuis été découvert chez de nombreuses autres bactéries. L'opéron est régulé de telle sorte que, lorsque le tryptophane est présent dans la cellule, les gènes responsables de la synthèse du tryptophane sont réprimés.
Cette régulation fine est essentielle pour la limitation des pertes liées au coûts métaboliques non-négligeables .